# Pszczelin
Pszczelin (niem. Mück Vorwerk) – opuszczona osada w Polsce położona w województwie lubuskim, w powiecie świebodzińskim, w gminie Lubrza. Przed 1945 rokiem, osada stanowiła niemiecki folwark.